# Vespasiano Ripa Buschetti di Giaglione
Vespasiano Ripa Buschetti, marchese di Giaglione (Torino, 14 gennaio 1711 – Torino, 1º settembre 1770) è stato un nobile italiano, sindaco di Torino nel 1738.

## Biografia
Figlio di Giambattista (1672-1737), comandante della Cittadella di Torino e vicario, fu sindaco di Torino nel 1738, priore dell'arciconfraternita dei santi Maurizio e Lazzaro nel 1752, riformatore dell'Università di Torino, vicario e sovrintendente di politica e polizia.
Il figlio Agostino fu sindaco di Torino nel 1782.